# Demon Supreme
«Demon Supreme» es un sencillo de la banda finlandesa de hard rock Lordi, que fue publicado el 17 de diciembre de 2021. Es el quinto sencillo de la caja recopilatoria Lordiversity. El sencillo pertenece al álbum Spooky Sextravaganza Spectacular, ambientado en 1995.

## Lista de canciones
1. Demon Supreme (3:31)

## Créditos
- Mr. Lordi (vocalista)
- Amen (guitarra)
- Hiisi (bajo)
- Mana (batería)
- Hella (piano)